# Adobe Edge Animate
Adobe Edge Animate（旧名:Adobe Edge）とはアドビが開発しているウェブ開発ツールでHTML5、JavaScript、CSS3の機能が使われている。Adobe Creative Cloudから無料でダウンロードできる。

## 概要
2011年8月1日、アドビはウェブブラウザで見るコンテンツ向けフラッシュプラットフォームのための新たなマルチメディア製作ツールであるEdgeの開発とプレビューバージョンの公開を発表した。EdgeはHTML5、JavaScript、CSS3をベースにしたアプリケーションで構成されており、iOSやWindows Phone 7、HTML5互換ブラウザに対応している。
同年11月9日、同社はモバイルウェブブラウザ向けFlashの開発終了とHTML5、JavaScript、CSS3といったオープンの技術と標準を使った新製品を計画していることを発表した。FlashとAdobe AIRに関してモバイルプラットフォームで動作するネイティブ対応アプリケーション（ウェブブラウザで動作していない）の開発に対するサポートは継続するとしている。
2012年9月25日、Adobeは、Adobe Edge Tools & Servicesを発表。同時に、本アプリケーション名称をAdobe Edge Animateに改称し、同サービスの一角をなす位置付けに変更。
2015年11月以降、積極的な開発は終了。2019年9月30日をもって、Creative Cloudから削除され、インストールやダウンロードが完全に終了となった。

## プレビュー版Adobe Edge
Adobe Edgeのプレビュー版はAdobe Labsが2011年8月に公開したが、オンライン公開後最初の24時間で5万ものダウンロード数を記録した。